# Bridgit Mendler
Bridgit Claire Mendler (Washington, 1992. december 18. –) amerikai színésznő, énekesnő, zenész és dalszerző.

## Fiatalkora
Washinghtonban született 1992. december 18-án. Édesanya, Sandra Ford-Mendler, édesapja Charles Mendler és van egy öccse Nicolas. Családjával nyolcévesen költözött a San Francisco-i Mill Valley-be. Ő lett a legfiatalabb előadóművész a San Franciscó-i Fringe Fesztiválon.

## Pályafutása

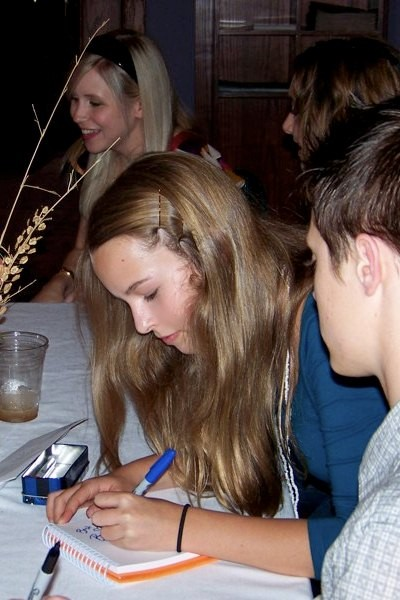
2007-ben az Alice Upside Down premierjén

Első komolyabb szerepe 2006-ban volt a General Hospital című szappanoperában, ahol Pamelát játszotta 1 epizód erejéig. 2007-ben Alyson Stonerrel szerepelt az Alice Upside Down című életrajzi filmben. 2008-ban megkapta Kristen Gregory szerepét a Csinibabák klubja című filmben. Ez a film egy tini-regény sorozat alapján készült, és Tyra Banks volt a rendezője.
2009 júliusában szerepelt a Kismamának áll a világ című vígjátékban, ahol Bridgit Lindsay Lohan húgát játszotta. Szerepelt a Varázslók a Waverly helyről című sorozatban is.
2010 és 2014 között szerepelt a Disney Channel Sok sikert, Charlie! című sorozatában. 2010-ben szerepelt az Alvin és a mókusok 2. című filmben. 2011-ben szerepelt a Limonádé című filmben.
2015-ben elhagyta a lemezkiadóját, a Hollywood Records-ot. 2015 és 2016 között az NBC Megdönthetetlen című sorozatában.
2018-ban szerepelt a Netflix Father of the Year című filmjében. 2019-ben szerepelt a Netflix a Boldog Karácsonyt és Kellemes Ünnepeket! című sorozatában.

## Zenei pályafutása
Bridgit első dala, a Sok sikert, Charlie! című sorozat betétdala, a Hang In There Baby volt. 2010 végén megírta első szerzeményét, a This Is My Paradise-t, amit a Gazdátlanul Mexikóban 2. című film betétdala lett. Bridgitnek több száma is született a Disney Channel Limonádé köszönhetően. Ezek közé tartozik a Somebody, a Livin’ On A High Wire, és a Determinate, melyet az amerikai Disney Rádió is játszott. A Limonádé Determinate című száma szerepelt a Billboard 200 album listáján. Ő énekelte fel a Disney Friends For Change Games himnuszát, a We Can Change The World-öt. 2011-ben aláírt a Hollywood Recordssal. 2012 nyarán megjelent a debütáló kislemeze, aminek a címe Ready or Not. Mendler debütáló albuma a Hello My Name Is ... 2012 októberében jelent meg.
2016-ban elkészítette második stúdióalbumát. 2016. augusztus 4-én  bejelentette új kislemezét, az Atlantist. A Nemesis című EP 2016. november 18-án jelent meg.

## Magánélete
2012-ben ismerkedett meg Shane Harperrel a Sok sikert, Charlie! forgatásán. A pár 2015-ben szakított. 2019-ben feleségül ment Griffin Cleverly-hez.

## Diszkográfia

### Albumok
- Lemonade Mouth (2011)
- Hello My Name Is... (2012)
- Nemesis EP (2016)

### Kislemezek
- Somebody (2011)
- Determinate (2011)
- Ready Or Not (2012)
- Hurricane (2013)
- Top of the World (2013)
- Atlantis (2016)
- Do You Miss Me At All (2016)
- Temperamental Love (2017)
- Can't Bring This Down (2017)
- Diving (2017)

## Videóklipek
| Év   | Cím                         |
| ---- | --------------------------- |
| 2010 | How To Believe In Your Self |
| 2010 | This Is My Paradise         |
| 2011 | Somebody                    |
| 2011 | We Can Change the World     |
| 2011 | I'm Gonna Run to You        |
| 2012 | Ready Or Not                |
| 2012 | Summertime                  |
| 2013 | Hurricane                   |
| 2013 | Top of the World            |
| 2013 | I Was a Fool                |
| 2016 | Atlantis                    |
| 2016 | Do You Miss Me At All       |
| 2016 | Library                     |
| 2017 | Temperamental Love          |
| 2017 | Can't Bring This Down       |
| 2017 | Diving                      |

## Filmográfia

### Filmek
| Év   | Magyar cím                                  | Eredeti cím                             | Szerep          | Magyar hang   |
| ---- | ------------------------------------------- | --------------------------------------- | --------------- | ------------- |
| 2018 |                                             | Father of the Year                      | Meredith        |               |
| 2014 |                                             | Lennon or McCartney                     | önmaga          |               |
| 2014 | Muppet-krimi: Körözés alatt                 | Muppets Most Wanted                     | Minnie          |               |
| 2012 | Arrietty – Elvitte a manó                   | The Secret World of Arrietty            | Arrietty (hang) | Hermann Lilla |
| 2011 | Sok sikert, Charlie: A film – A nagy utazás | Good Luck Charlie, It's Christmas!      | Teddy Duncan    | Czető Zsanett |
| 2011 | Limonádé                                    | Lemonade Mouth                          | Olivia White    | Kardos Eszter |
| 2011 | Gazdátlanul Mexikóban 2.                    | Beverly Hills Chihuahua 2               | Appoline (hang) | Mezei Kitty   |
| 2009 | Kismamának áll a világ                      | Labor Pains                             | Emma Clayhill   | Molnár Ilona  |
| 2009 | Alvin és a mókusok 2.                       | Alvin and the Chipmunks: The Squeakquel | Becca Kingston  |               |
| 2008 | Csinibabák klubja                           | The Clique                              | Kristen Gregory |               |
| 2007 |                                             | Alice Upside Down                       | Pamela Jones    |               |
| 2004 |                                             | The Legend of Buddha                    | Lucy (hang)     |               |

### Televíziós szerepek
| Év        | Magyar cím                               | Eredeti cím                       | Szerep            | Megjegyzések                                                                  |
| --------- | ---------------------------------------- | --------------------------------- | ----------------- | ----------------------------------------------------------------------------- |
| 2019      | Boldog Karácsonyt és Kellemes Ünnepeket! | Merry Happy Whatever              | Emmy Quinn        | főszereplő                                                                    |
| 2017      |                                          | Nashville                         | Ashley Willerman  | 1 epizód                                                                      |
| 2015–2016 | Megdönthetetlen                          | Undateable                        | Candace           | főszereplő magyar hangja Pekár Adrienn                                        |
| 2013      | Jessie                                   | Jessie                            | Teddy Duncan      | 1 epizód                                                                      |
| 2013      |                                          | We Day                            | önmaga            | műsorvezető                                                                   |
| 2013      | Violetta                                 | Violetta                          | önmaga            | 1 epizód magyar hangja Kiss Virág                                             |
| 2012      |                                          | Austin Mahone Takeover            | önmaga            | 1 epizód                                                                      |
| 2012      | Doktor House                             | House                             | Callie Rogers     | 1 epizód                                                                      |
| 2011      | A nagy házalakítás                       | Extreme Makeover: Home Edition    | önmaga            | 1 epizód                                                                      |
| 2011      |                                          | PrankStars                        | önmaga            | 1 epizód                                                                      |
| 2011      |                                          | So Random!                        | önmaga            | 1 epizód                                                                      |
| 2011      |                                          | Disney's Friends for Change Games | önmaga            | 5 epizód                                                                      |
| 2010–2014 | Sok sikert, Charlie!                     | Good Luck Charlie                 | Teddy Duncan      | főszereplő magyar hangja Czető Zsanett                                        |
| 2009–2012 | Varázslók a Waverly helyből              | Wizards of Waverly Place          | Juliet van Heusen | mellékszereplő magyar hangja Berkes Boglárka (1. hang) Csondor Kata (2. hang) |
| 2009      | Jonas                                    | Jonas                             | Penny             | 1 epizód                                                                      |
| 2006      |                                          | General Hospital                  | Lulu álmai lánya  | 1 epizód                                                                      |